# Dalbert Henrique
Dalbert Henrique Chagas Estevão (Barra Mansa, Estado de Río de Janeiro, 8 de septiembre de 1993), más conocido como Dalbert, es un futbolista brasileño. Juega como defensa y su equipo es el América Mineiro del Campeonato Brasileño de Serie B.

## Trayectoria
Formado en Brasil donde comenzó en la cantera del Barra Mansa F. C., para luego pasar por el Fluminense F. C. y el C. R. Flamengo, se estrenó como sénior en el Académico de Viseu portugués en 2013, de donde pasó posteriormente al Vitória de Guimarães.
Su buen hacer en Portugal, le hizo fichar por el O. G. C. Niza en 2016 donde jugó 33 partidos, siendo titular indiscutible en el carril izquierdo del club francés y ayudando al equipo a clasificarse para la fase previa de la Liga de Campeones de la UEFA 2017-18.

### Inter de Milán
El 9 de agosto de 2017, tras un año en Niza, fichó por el Inter de Milán, en un traspaso estimado en 20 millones de euros. Hizo su debut en un partido contra la Associazione Sportiva Roma, que terminó con victoria del Inter por 3-1.
De cara a la temporada 2019-20 fue prestado a la ACF Fiorentina y en la 2020-21 al Stade Rennais F. C. El curso 2021-22 acumuló una tercera cesión, esta vez al Cagliari Calcio.
En septiembre de 2023 regresó a Brasil después de fichar por el S. C. Internacional, equipo en el que estuvo hasta final de año. Entonces permaneció como agente libre hasta que a mediados de abril firmó por el Sport Recife. Se fue en julio de 2025 para recalar en el América Mineiro.

## Clubes
| Club                         | País     | Año       |
| ---------------------------- | -------- | --------- |
| Académico de Viseu           | Portugal | 2013-2015 |
| Vitória de Guimarães         | Portugal | 2015-2016 |
| O. G. C. Niza                | Francia  | 2016-2017 |
| Inter de Milán               | Italia   | 2017-2023 |
| ACF Fiorentina (cedido)      | Italia   | 2019-2020 |
| Stade Rennais F. C. (cedido) | Francia  | 2020-2021 |
| Cagliari Calcio (cedido)     | Italia   | 2021-2022 |
| S. C. Internacional          | Brasil   | 2023      |
| Sport Recife                 | Brasil   | 2024-2025 |
| América Mineiro              | Brasil   | 2025-     |

## Palmarés

### Títulos estatales
| Título                  | Club         | Estado     | Año  |
| ----------------------- | ------------ | ---------- | ---- |
| Campeonato Pernambucano | Sport Recife | Pernambuco | 2025 |